# Birgeriidae
Die Birgeriidae bilden eine Familie ausgestorbener Knochenfische aus der Unterklasse der Knorpelganoiden (Chondrostei), die von der Untertrias bis zum Unterjura lebte.

## Merkmale
Es waren relativ große Fische, mit langgestrecktem, schlanken Körper und langem, schmalen Kopf. Rücken- und Afterflosse waren dreieckig und standen sich symmetrisch, nah bei der tief gegabelten Schwanzflosse, gegenüber. Die Brustflossen waren breit und spitz, die  Bauchflossen klein. Die Fische waren gar nicht oder nur gering beschuppt. Die Schnauze war stumpf mit einer tiefen Maulspalte bis weit hinter die kleinen Augen. Der Parasphenoid (ein unpaarer Deckknochen in der Schädelbasis) war langgestreckt und hinten, zum Rumpf hin, durch einen Fortsatz zusätzlich verlängert. Laut T. Bürgin (1990) war Birgeria offenbar lebendgebärend.

## Äußere Systematik
Die Birgeriidae gehören zu Unterklasse der Knorpelganoiden (Chondrostei). Während sie früher den paraphyletischen Palaeonisciformes zugerechnet wurden, gelten sie heute als Verwandte der Störe und sind wahrscheinlich die Schwestergruppe aller Störartigen (Acipenseriformes).

## Gattungen
- Birgeria Stensiö 1919
- Ohmdenia Hauff 1953
- Psilichthys Hall 1900